# Kostnice v Čermné

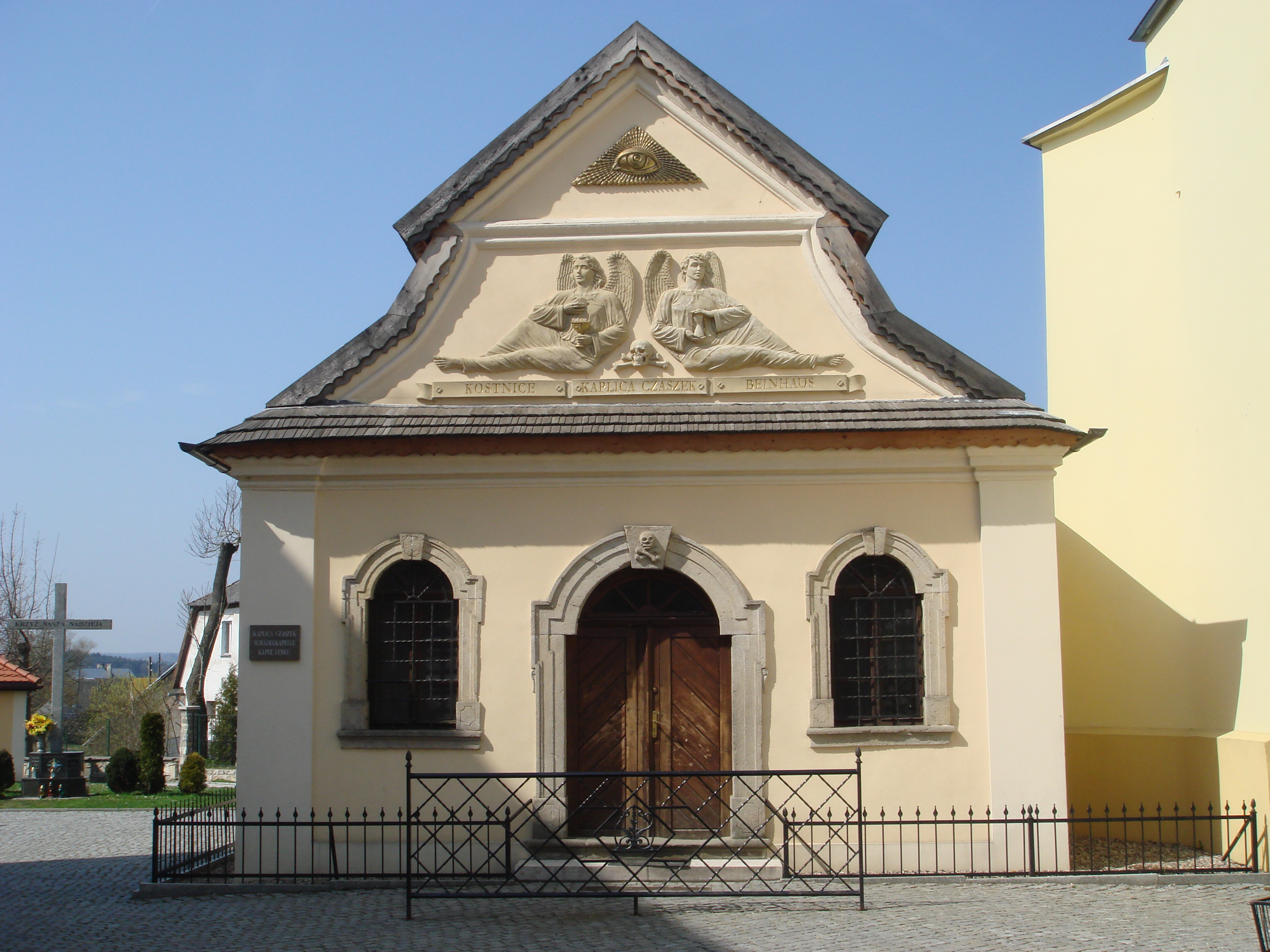
Exteriér kaple

Kostnice v Čermné (polsky Kaplica Czaszek, německy Beinhaus) je kaple - kostnice v polském městě Kudowa-Zdrój (česky Chudoba) v části Czermna dříve česky nazývaná Německá či Velká Čermná na území historického Kladska, v tzv. Českém koutku, jen několik stovek metrů od hranic s Českem. Jde o jedinou podobnou památku na území Polska. Nachází se těsně vedle místního kostela sv. Bartoloměje, apoštola.
Byla zbudována v roce 1776 místním farářem, Čechem Václavem Tomáškem, který se spolupracovníky hrobníkem J. Langerem a kostelníkem J. Schmidtem sesbíral kosti z masových hrobů obětí třicetileté války, slezských válek a také epidemií cholery a přemístil je do malé kaple.
Zdi kaple jsou pokryty třemi tisícovkami lidských lebek, kosti dalších 21 000 lidí jsou v základech, na oltáři jsou umístěny lebky zakladatelů.
Během druhé světové války utrpěla Kostnice zanedbání v důsledku německé okupace Polska. Nicméně po skončení války v roce 1945 se skupina dobrovolníků věnovala obnově kaple do její bývalé slávy. Jejich úsilí se vyplatilo a Kostnice byla brzy úspěšně obnovena.

## Galerie

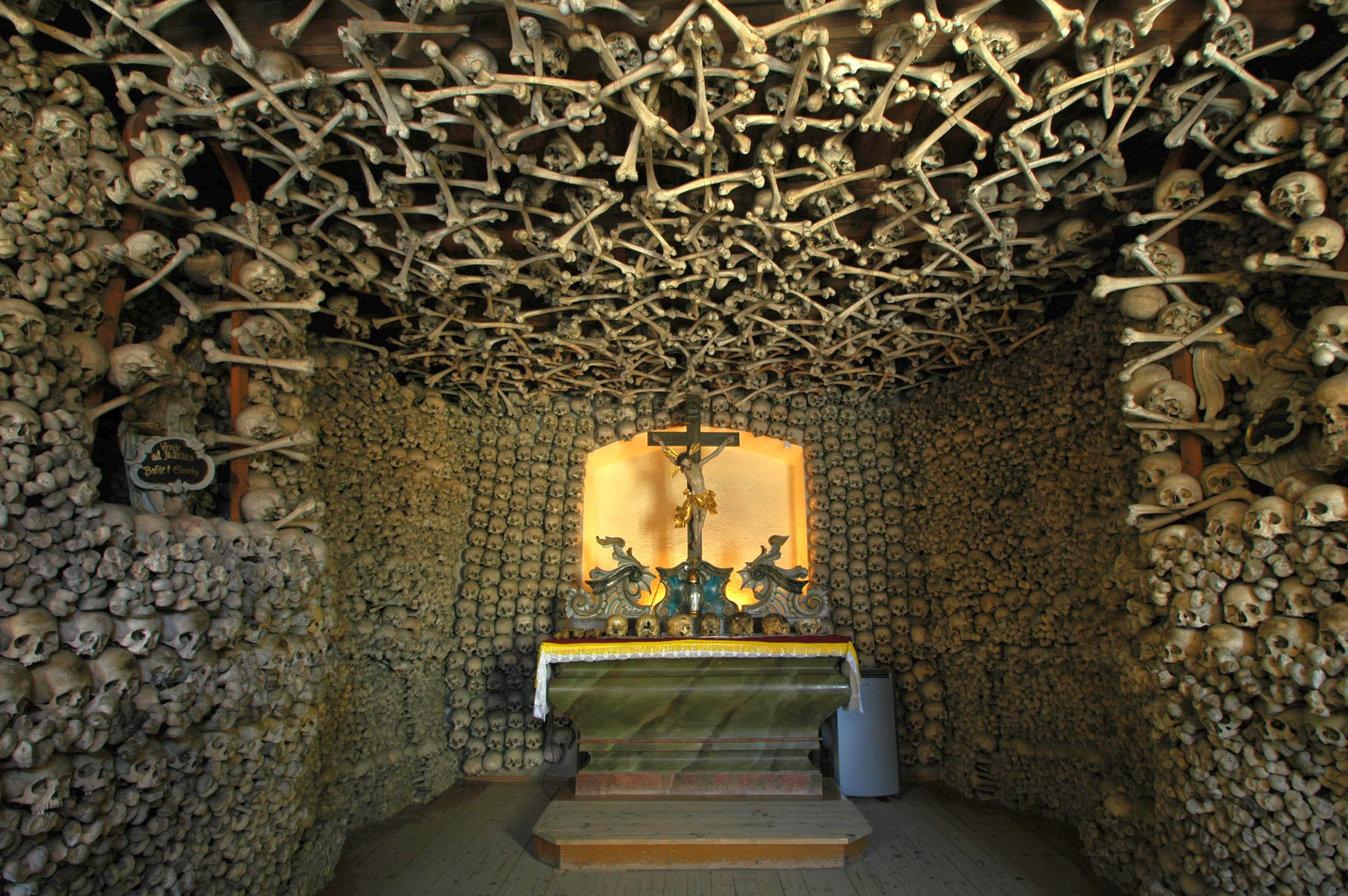
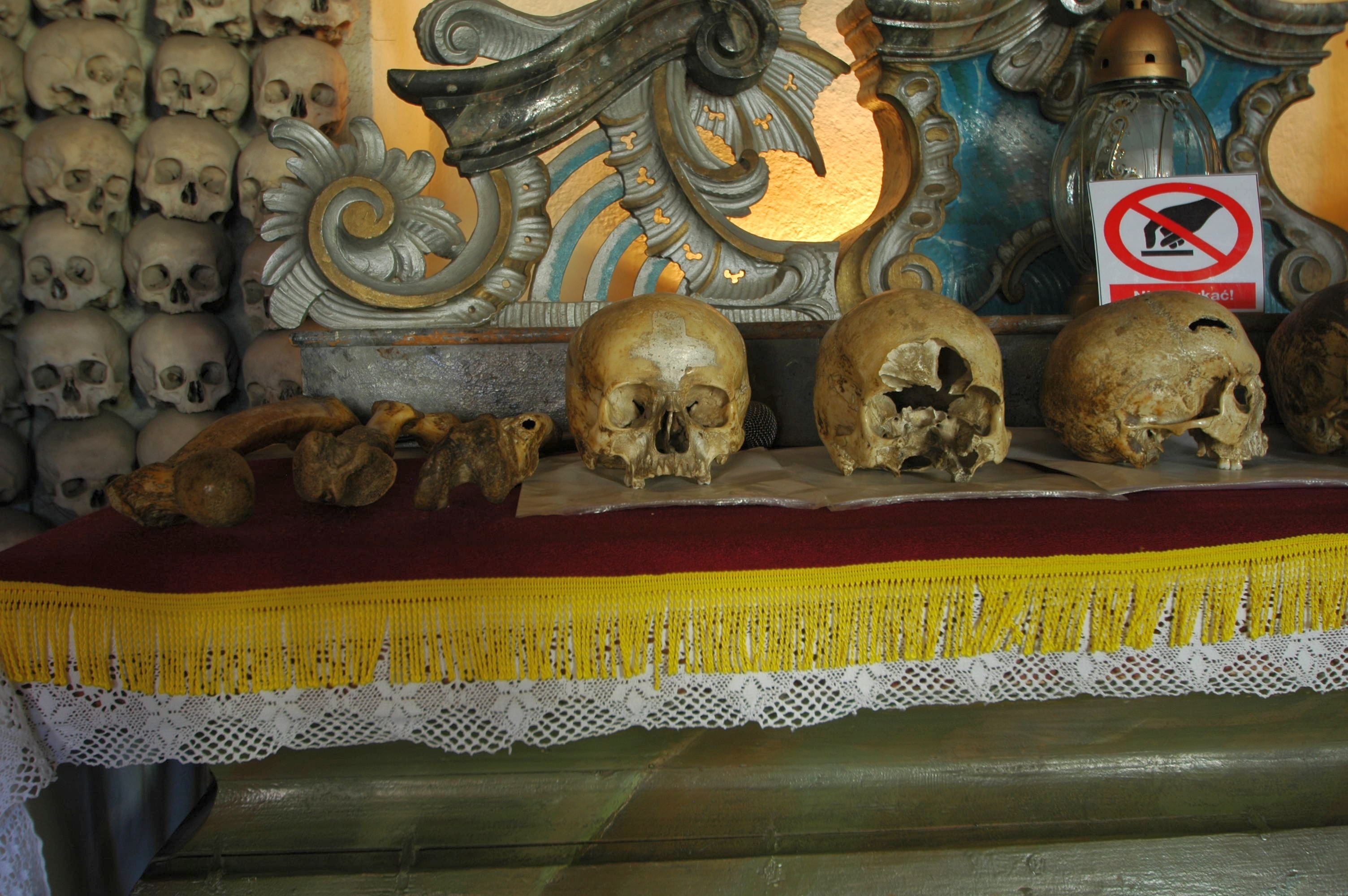
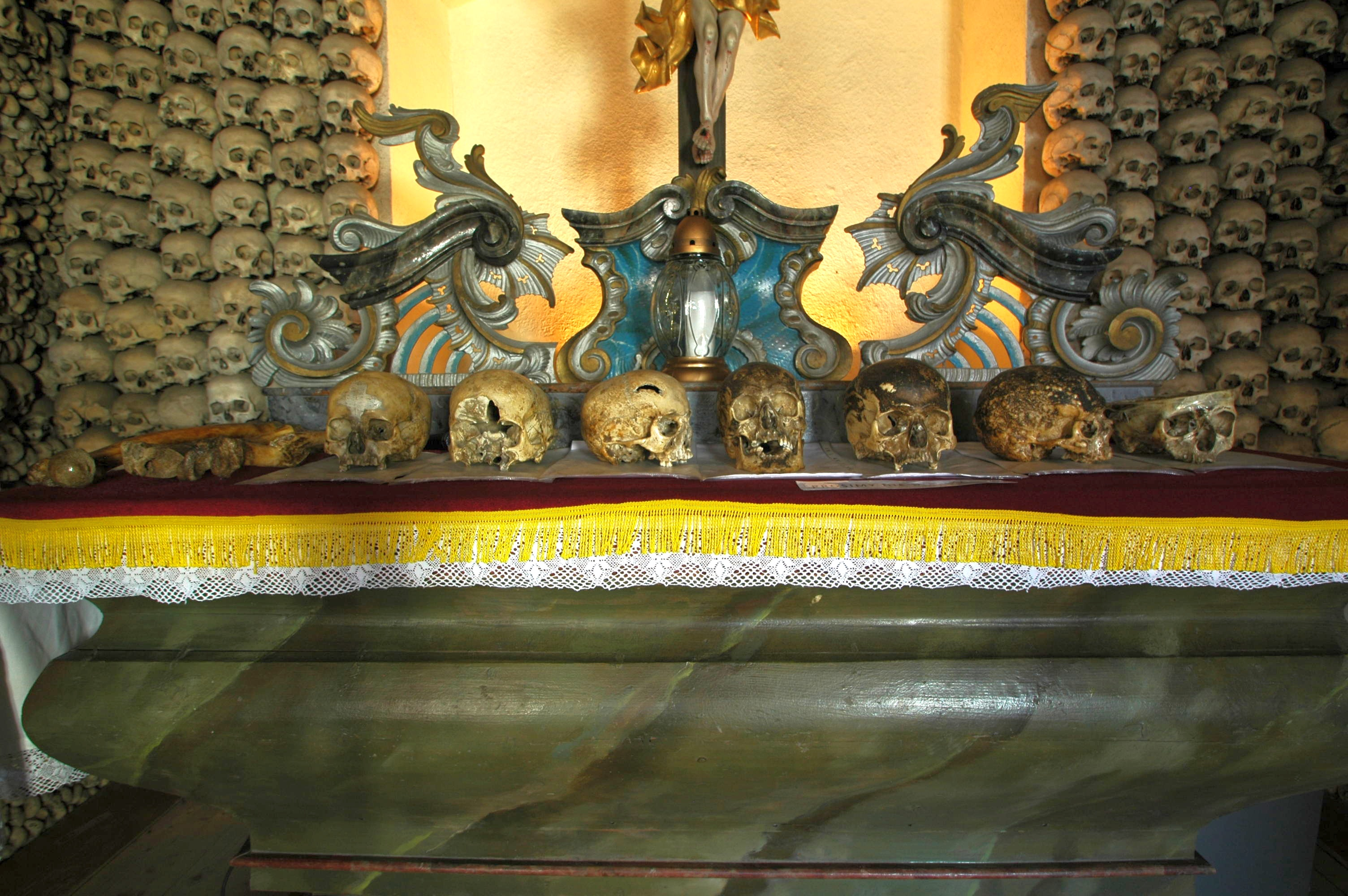
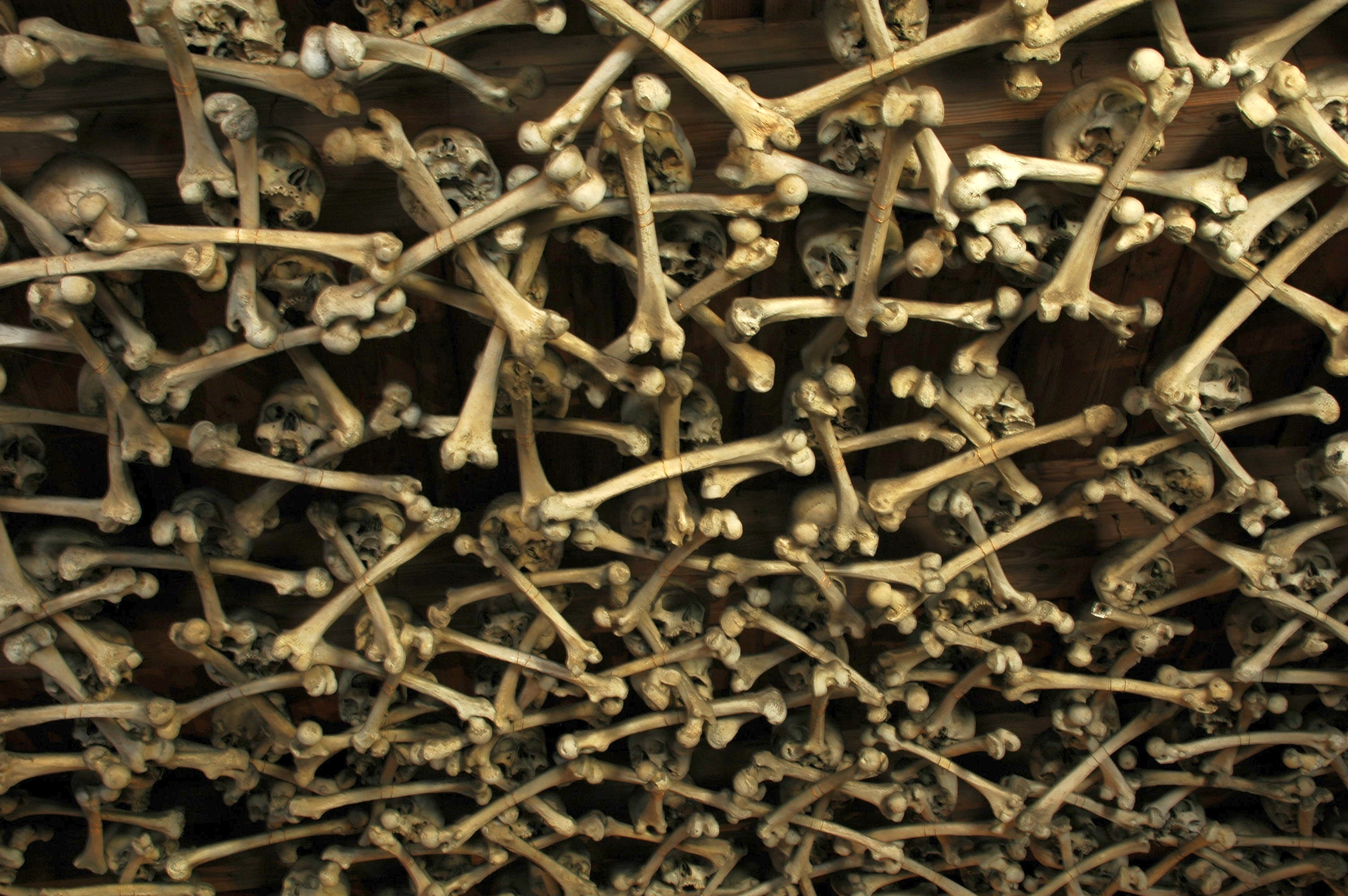
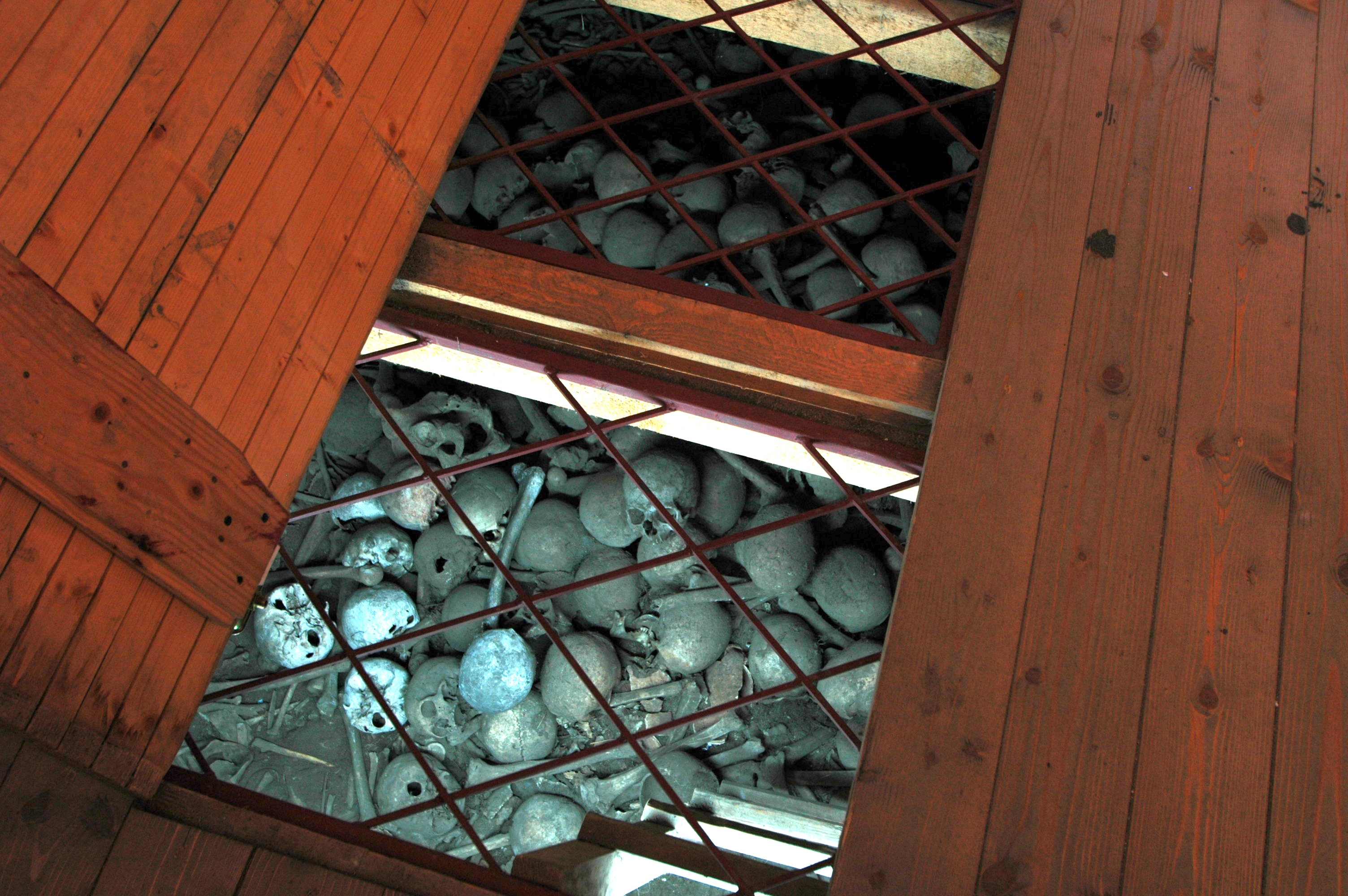
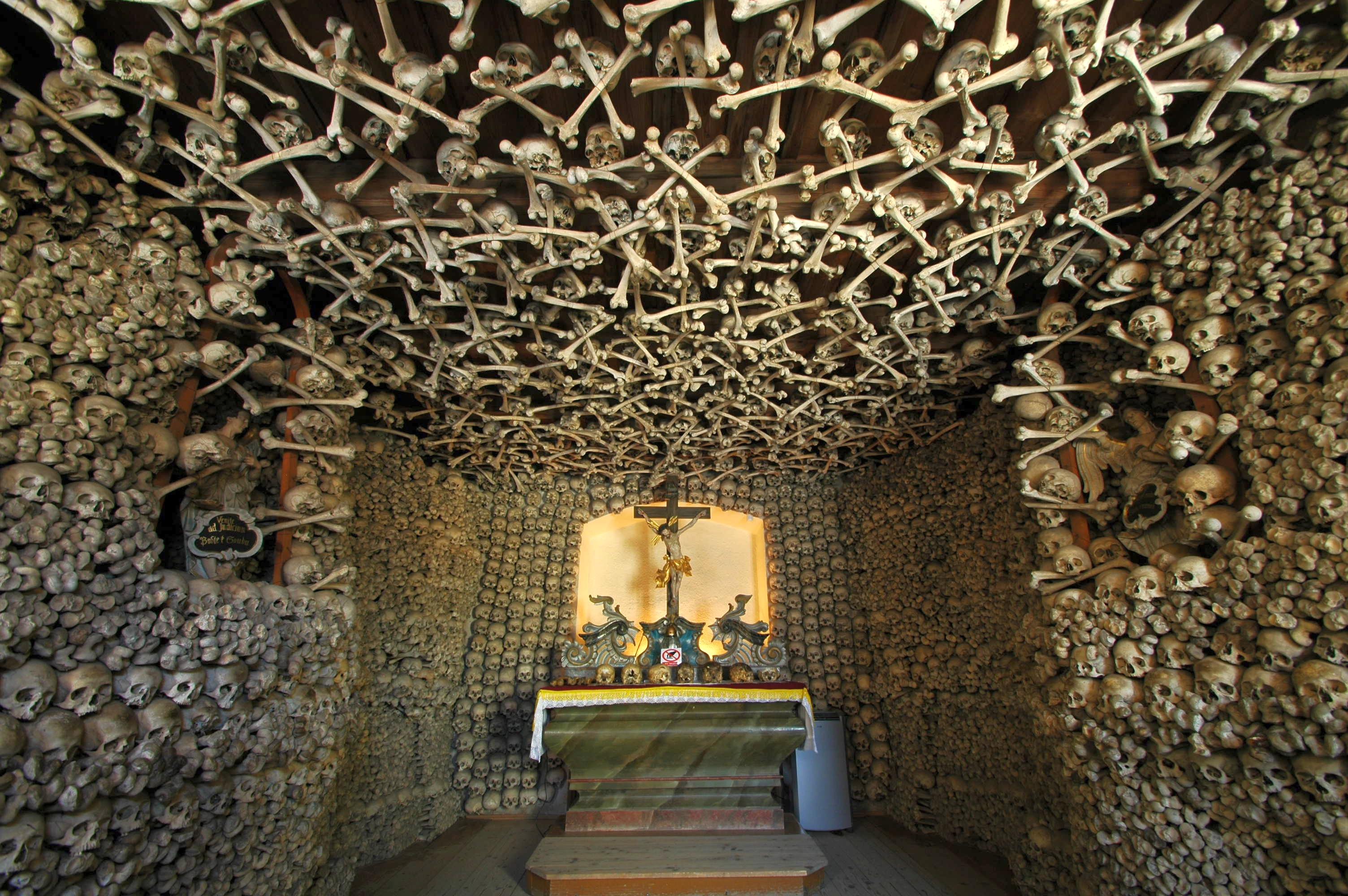
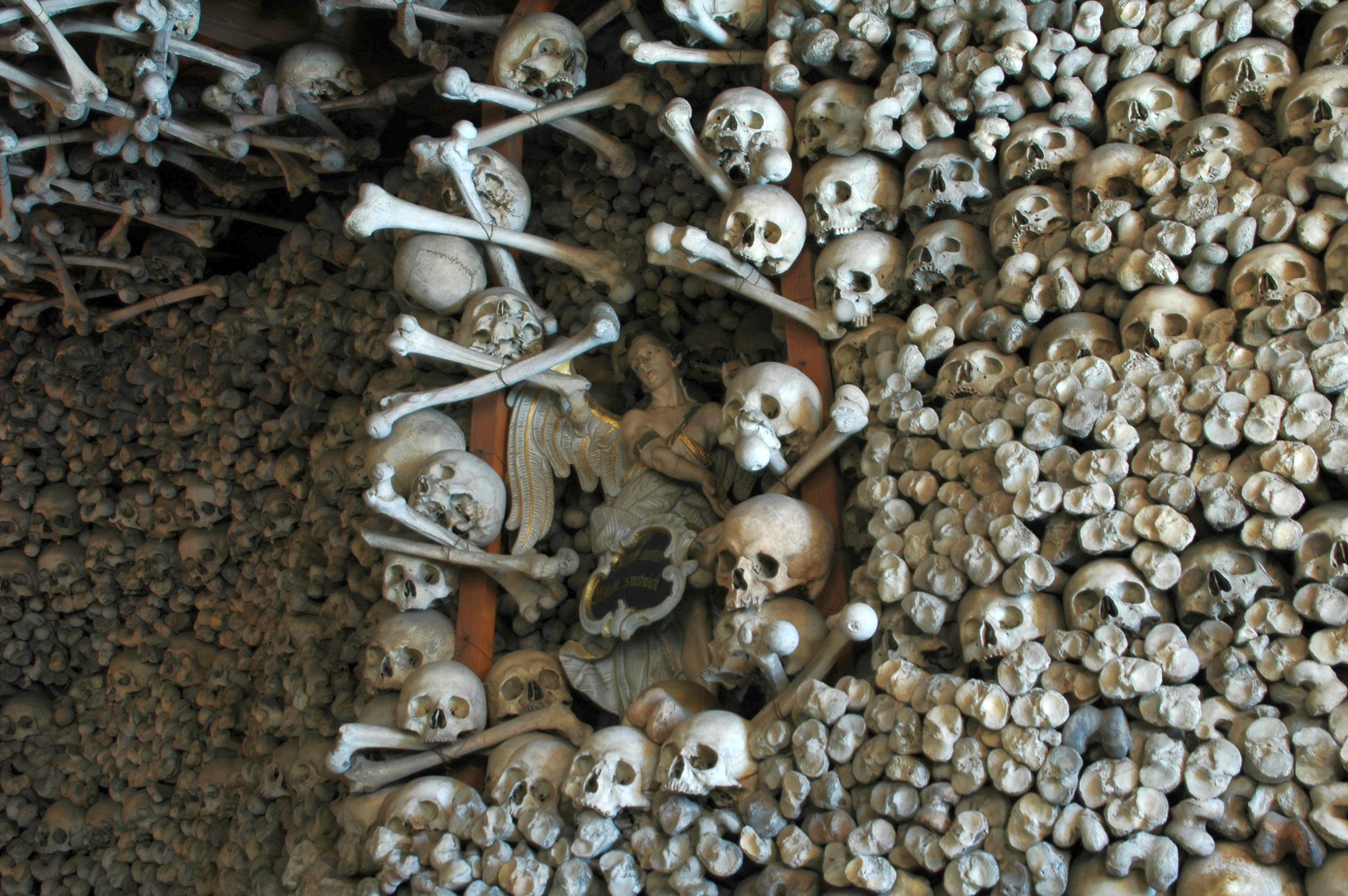